# Watch (album)
Watch is het achtste album van de Britse rockband Manfred Mann’s Earth Band. Op dit album staan niet alleen studio opnames, maar ook twee live opnames die zijn gemaakt tijdens Pinkpop 1977.

## Muzikanten
- Manfred Mann – keyboard, achtergrondzang
- Chris Slade – drums en percussie
- Pat King – basgitaar en achtergrondzang
- Chris Hamlet Thompson – zang en gitaar (solo Mighty Quinn)
- Dave Flett – lead gitaar en akoestische gitaar

Dit was het eerste album zonder bassist Colin Pattenden, die vanaf het begin in 1971 deel had uitgemaakt van de band en op zeven albums mee heeft gespeeld. Hij werd vervangen door Pat King, die tot 1982 deel zou uitmaken van Manfred Mann’s Earth Band en daarna van 1991 tot 2013 nog terug zou keren als lichtontwerper van de groep. Op dit album zingt een achtergrondkoortje mee, dat bestaat uit Doreen Chanter, Irene Chanter, Stevie Lange, Victy Silva en Kim Goddy.

## Muziek
Net als op het vorige album The Roaring Silence speelt Manfred Mann’s Earth Band ook op dit album wat toegankelijker, melodieuze muziek. Veel nummers zijn opgebouwd uit wisselende ritmes en melodieën, zoals de openingstrack Cirkles. Drowning on dry land gaat halverwege over in het instrumentale tussenstuk Fishsoup en eindigt met een reprise van Drowning on dry land. Fishsoup is op single uitgebracht onder de naam Bouillabaisse (dat is een Franse vissoep). Het rocknummer Chicago institute is mede geschreven door de Britse musicus Peter Thomas, die ook heeft mee geschreven aan de nummers One way glass (van het album Glorified and Magnified), Fat Nelly (van Nightingales & Bombers), The Road to Babylon en This side of Paradise (beide van The Roaring Silence). California is geschreven door de vrijwel onbekende folkzangeres Sue Vickers. Over haar staat een artikel op de site Nummer van de dag (zie onder externe links). Davy’s on the road again is geschreven door John Simon en Robbie Robertson (producer en gitarist van The Band) en staat in een lome, jazzy versie op zijn debuutalbum (John Simon’s album). Martha’s Madman is een van de weinige rocknummers op dit album. Mighty Quinn is geschreven door Bob Dylan en is in 1968 gecoverd door de toenmalige band Manfred Mann, die daarmee indertijd een tweede plek behaalde in de Nederlandse Top 40.

## Tracklijst

### Kant een
1. Circles (Alan Mark) – 4:50
2. Drowning on Dry Land/Fish Soup (Chris Slade, Dave Flett, Manfred Mann) – 6:01
3. Chicago Institute (Peter Thomas, Mann, Flett) – 5:47
4. California (Sue Vickers) – 5:32

### Kant twee
1. Davy's on the Road Again (Live) (John Simon, Robbie Robertson) – 5:55
2. Martha's Madman (Lane Tietgen) – 4:52
3. Mighty Quinn (Live) (Bob Dylan) – 6:29

### Bonus tracks her-uitgave CD 1998
1. California (singleversie) (Sue Vickers) – 3:46
2. Davy's on the Road Again (singleversie) (Simon, Robertson) – 3:38
3. Bouillabaisse (singleversie) (Flett, Mann) – 4:02
4. Mighty Quinn (singleversie) (Dylan) – 3:39

## Album
Dit album is in 1976  opgenomen in the Workhouse in Londen. In die studio zijn alle albums  van Manfred Mann’s Earth Band vanaf 1973 (Solar Fire) tot 1980 (Chance) opgenomen. Dit album is uitgebracht op 24 februari 1978 op Bronze Records voor Engeland  en de rest van Europa en op Warner Bros. voor de Verenigde Staten. Dit album is geproduceerd door Manfred Mann and Earth Band, samen met geluidstechnici Laurence Latham en Rick Walton. Tape-operator is Edwin Cross. Het album is vanaf 1990 ook verkrijgbaar op Compact Disc. Voor meer informatie over de discografie van het album Watch: zie bronnen, noten, referenties.
Er is een  herziene  uitgave met vier bonustracks verschenen in 1998 op Cohesion Records. Het re-masteren is uitgevoerd door Mike Brown en Robert M. Gorich. Bij de geremasterde uitvoering zijn meer tekst en foto’s gevoegd. De tekst in de CD-box (liner notes) is geschreven door Robert M. Gorich.
Op de voorkant van de albumhoes, ontworpen door Michael Sanz, staat een man op de startbaan van een vliegveld, bezig met opstijgen. Op de achterkant staat uitgebreide informatie over het album en de band.  Op de binnenhoes staan portretfoto’s van de bandleden en de songteksten. De foto’s zijn gemaakt door bassist Pat King.
Van dit album zijn vier singles uitgebracht: California, Bouillabaisse, Mighty Quinn en Davy’s on the road again. De single Mighty Quinn wijkt af van de albumtrack. De single is in de studio opgenomen, op het album staat een live opname met studio overdubs.

## Ontvangsten
Het album Watch is een van de best verkochte albums van Manfred Mann’s Earth Band, maar in de meeste landen is de verkoop van Watch achter gebleven bij de voorganger The Roaring Silence. In Nederland haalde Watch # 18, in Groot-Brittannië # 33 en in de Verenigde Staten # 83. In Duitsland stond dit album 69 weken in de hitparade, met als hoogste # 3. In Noorwegen stond het 30 weken in de albumlijst met  # 2 als hoogste notering.
AllMusic heeft The Roaring Silence gewaardeerd met vier sterren (maximaal vijf) en Watch met twee sterren. De Nederlandse site Classic Rock Magazine heeft een lijst samengesteld met de tien beste songs van Manfred Mann ‘s Earthband. Op die lijst staan drie tracks van dit album: Martha’s madman (6), Mighty Quinn (5) en Davy’s on the road again (2). De single Davy’s on the road again behaalde in Groot-Brittannië een # 6 en in Nederland # 18.